# Xihuphyllum
Xihuphyllum (Wu) Chen emend. Huang et al., 2017 es un género de Equisetophyta de porte arbustivo o arbóreo conocido por sus restos fósiles localizados en rocas sedimentarias correspondientes a finales del periodo Devónico (Fameniense) en yacimientos de la Formación Wutong de la provincia de Zhejiang, China.
Los restos fósiles de Xihuphyllum megalofolium (Wu) Chen emend. Huang et al., 2017, la única especie conocida en este género hasta el momento muestran un vegetal de crecimiento monopodial que podía alcanzar los tres metros de altura. El eje principal vertical es un tallo organizado en nudos y entrenudos con ramificaciones de primer y segundo orden de anatomía similar. Al contrario de lo que ocurre en las ramificaciones los entrenudos del eje principal no disminuyen su grosor desde la base hasta el ápice aunque sí su longitud. A partir de los nudos de todos los ejes surgen verticilos de seis hojas espatuladas o cuneadas con venación longitudinal y en las ramificaciones además aparecen raíces adventicias.

## Anatomía
Los restos fósiles conocidos de Xihuphyllum muestran un vegetal de porte arbustivo o arbóreo con crecimiento monopodial, un eje principal y ramificaciones de hasta segundo orden. Los identificados como ejes principales son tallos rectos organizados en entrenudos y nudos, con ramificaciones y hojas en éstos y de los que se desconoce por completo la anatomía interna. Estos tallos poseen entre 6,6 y 42,5 mm de anchura en los internudos y 8,1 a 45,6 mm. en nudos y una longitud de internudos de 9,4 a 131 mm. El tallo más largo conocido en la actualidad tiene 567 mm de longitud pero se calcula que pudo alcanzar fácilmente los tres metros de altura extrapolando los máximos diámetros de tallo conocidos. En los ejes principales el grosor de los internudos se mantiene constante en todo el tallo mientras que su longitud decrece hacia unos de los extremos, probablemente el ápice. De este modo se han identificado tallos con internudos muy cortos que acaban en un verticilo de hojas y que se han interpretado como el ápice apical y el extremo superior de la planta. Toda la longitud del tallo presenta un ribeteteado o estriación longitudinal así como cicatrices que pueden pertenecer a hojas o ramificaciones de primer orden y deberse a un sistema de abscisión vegetal o a una respuesta a daños físicos en las hojas.
En los nudos de los tallos aparecen las hojas en verticilos. A pesar de que ningún verticilo se ha conservado intacto ha podido deducirse que cada uno debía estar formado por seis hojas. Estas hojas característicamente se curvan sobre el mismo eje permaneciendo paralelas a él. Las hojas de Xihuphyllum tienen una lámina con una forma característicamente cuneada o espatulada, con los márgenes enteros y todas las hojas de un mismo verticilo son similares tanto en forma como en tamaño. En los tallos principales las hojas son más grandes que en otros ejes con entre 50,4 y 70,6 mm de longitud y entre 12,8 y 40,5 mm de anchura. La venación de las hojas es paralela a su longitud con entre 7 y 13 venas en la base que dicotomizan varias veces hasta alcanzar el ápice.
En algunos de los nudos del eje principal y a veces junto a un verticilo de hojas aparecen las ramificaciones de primer orden. El grosor de estas ramificaciones es menor que el de los ejes que las portan y poseen como éstos una estriación longitudinal formada por tres o cuatro grandes surcos. Los internudos de las ramificaciones primarias decrecen en longitud, con entre 68 y 175,2 mm., y en grosor, con entre 10,2 y 17,9 mm. en los nudos, desde el punto de inserción al extremo. Al igual que el eje principal las ramificaciones primarias poseen cicatrices correspondientes a hojas o a ramificaciones de segundo orden en los nudos. En algunos ejemplares se ha observado la presencia en los nudos de las ramificaciones de primer orden de raíces adventicias de unos 0,5 mm de grosor y al menos 400 mm de longitud. Las hojas de las ramificaciones se disponen también en verticilos en los nudos en número de, probablemente, seis. Al igual que las del eje principal la hojas son cuneadas o espatuladas y sensiblemente más pequeñas con unos 29,3 mm. de longitud y entre 19,4 y 37,9 mm de anchura.
No se ha observado ningún fósil que muestre la presencia de un segundo orden de ramificaciones de forma inequívoca, esto es, conectado a ramificaciones primarias y a tallos. Sin embargo la abundancia de ramificaciones delgadas con una arquitectura respecto a la proporción de la longitud y grosor de los internudos que no se corresponden con ramificaciones de primer orden permite aceptar su existencia. Así, las ramificaciones de segundo tienen internudos de entre 3,1 y 7,4 mm de grosor y nudos de entre 3 y 7,6 mm. La longitud de los internudos es de entre 54,4 y 83,1 mm y posee dos o tres estriaciones longitudinales en su superficie. Por lo general estas ramificaciones de segundo orden conservan mejor los verticilos de hojas que las ramificaciones de primer orden y como estas presentan raíces adventicias de 1 mm de grosor y al menos 15 mmm. de longitud. Las hojas, también en verticilos de seis y con lámina cuneada o espatulada, tienen entre 25,8 y 73,1 mm de longitud y entre 8 y 31,5 mm de anchura.